# Pangasinan (lud)

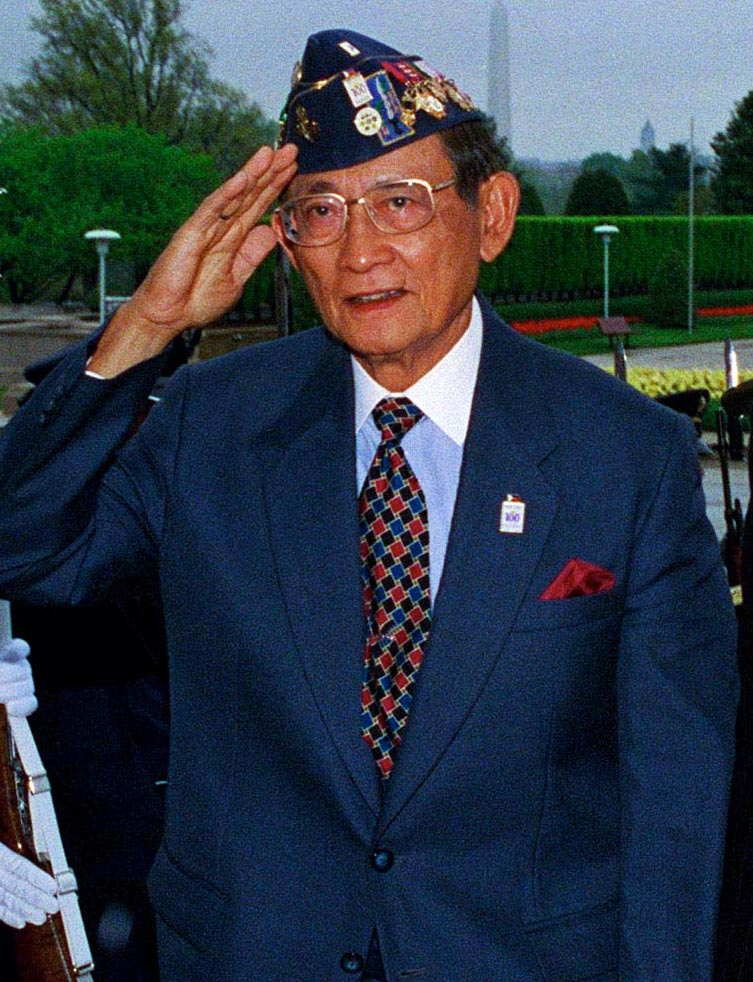
Przedstawiciel Pangasinan

Pangasinan – lud filipiński zamieszkujący zachodni i środkowy Luzon. Ich liczebność wynosi 2 mln (pocz. XXI w.).
Posługują się językiem pangasinan z rodziny austronezyjskiej. Wyznają chrześcijaństwo (katolicyzm i protestantyzm). Część należy do Niezależnego Kościoła Filipińskiego. Zachowują też elementy tradycyjnych wierzeń i praktyk.
Zajmują się rolnictwem (uprawa ryżu). Z rzemiosł znają plecionkarstwo (na bazie włókien roślinnych), garncarstwo, wyrób biżuterii, rozwinęli też budowę łodzi. Tradycyjne potrawy na bazie ryżu, warzyw, owoców. Potrawy świąteczne przygotowują z wieprzowiny, mięsa drobiowego.
Mają bogaty folklor (przysłowia, opowieści, mity). Wpływ kultury hiszpańskiej doprowadził do powstania mieszanych form sztuki teatralnej i tanecznej.
Struktura społeczna jest oparta na bilateralnym systemie pokrewieństwa. Związek małżeński ma charakter neolokalny lub bilokalny.